# Aethriamanta rezia
Aethriamanta rezia е вид водно конче от семейство Libellulidae. Видът е незастрашен от изчезване.

## Разпространение
Разпространен е в Ангола, Ботсвана, Гамбия, Гана, Гвинея, Демократична република Конго, Зимбабве, Кения, Кот д'Ивоар, Либерия, Мадагаскар, Малави, Мозамбик, Намибия, Нигерия, Сенегал, Танзания, Того, Уганда и Южна Африка.